# 시에고데아빌라주

시에고데아빌라 주의 위치

시에고데아빌라주(스페인어: Provincia de Ciego de Ávila)는 쿠바 중부에 위치한 주로 주도는 시에고데아빌라이며 면적은 6,946.90km2, 인구는 422,576명(2010년 기준)이다. 1975년 카마궤이 주에서 분리되어 신설되었다. 북쪽으로는 대서양, 동쪽으로는 카마궤이 주, 남쪽으로는 카리브해, 서쪽으로는 상크티스피리투스 주와 접한다. 10개 지방 자치체를 관할한다.
시에고데아빌라 주 북부 연안에 위치한 하르디네스델레이 군도(Jardines del Rey)은 휴양지로 널리 알려진 곳인데 주요 섬으로는 특히 카요코코 섬(Cayo Coco), 카요기예르모 섬(Cayo Guillermo)이 있다. 주 남부 연안에는 맹그로브가 분포하고 있다. 주 중부에는 목장 지대가 분포하고 있는데 설탕, 파인애플, 오렌지, 고구마, 감자, 바나나 등을 재배한다.